# 조양동 (속초시)
조양동(朝陽洞)은 대한민국 강원특별자치도 속초시의 동이다. 넓이는 5.61km2이고, 인구는 2012년 기준으로 22,654명이다.

## 개요
조양동은 최근 속초 조양지구택지 개발로 대단위 아파트단지가 건립되어 인구가 급증되었고 대단위 상권형성으로 신개발지역으로 부각되고 있으며 또한 국제관광엑스포의 성공적 개최지로서 상징탑과 주제관이 시내 관광의 명소로 각광 받는다.

## 행정 구역
- 조양동(대부분의 지역, 일부 지역은 청호동에서 관할)

## 교육
- 청대초등학교
- 청봉초등학교
- 조양초등학교
- 설악고등학교

## 아파트
- 대한주택공사
  - 조양주공 1단지 - 2000년 4월 입주 / 삼익건설㈜
  - 조양주공 2단지 - 1998년 8월 입주 / 삼익건설㈜
  - 청대주공 - 2009년 6월 입주 / ㈜삼능건설

## 문화
- 조양동 선사유적